# Chiesa di San Bartolomeo (Coseano)
La chiesa di San Bartolomeo è un luogo di culto di Coseanetto, frazione di Coseano, in provincia e arcidiocesi di Udine; fa parte della forania del Friuli Collinare ed è sussidiaria della parrocchiale di San Giacomo di Coseano.  
L'edificio si trova sulla sommità di una gradinata con l'ingresso rivolto verso sud. La chiesa prende il nome dal patrono della località, i cui festeggiamenti si svolgono annualmente il 24 agosto.

## Storia
Non si conosce l'origine di questa chiesa, che fu prima dedicata a san Nicolò, poi a sant'Andrea ed infine a san Bartolomeo. Le prime notizie documentate risalgono al XVI secolo, quando la vicinia chiede alla Serenissima Repubblica di San Marco un contributo per la ricostruzione del tetto della chiesa. Al tempo la chiesa era sotto la giurisdizione della Pieve di San Martino di Rive d'Arcano; solo dopo le vivaci proteste di numerosi villaggi anche Coseanetto ebbe la sua parrocchia.
L'attuale chiesa venne completamente ricostruita e fu nuovamente inaugurata il 28 ottobre 1948 e poi successivamente al terremoto del Friuli del 1976.

## Descrizione
La facciata è lineare con ingresso unico; all'interno vi è un'unica navata, mentre la pavimentazione fu eseguita da maestri mosaicisti di Spilimbergo e l'altare è in stile barocco.
L'esile campanile con cuspide ha tre campane, che solo le uniche del territorio che si sono salvate dalla fusione durante l'occupazione delle armate austro-ungariche nel 1917-1918.